# 10 Rue d’la Madeleine
10 Rue d’la Madeleine ist eine Alternative-Rock-Band aus der Region Languedoc-Roussillon in der Nähe von Nîmes.

## Geschichte
Die Band wurde 2006 von Brad Bronstein (Gesang), Bill Nuggets (Gitarre), Mike Flanergan (Bass), Andy Burke (Schlagzeug) und Peter Goldberg (Violine) gegründet. Ihre erste Single Vive La Commune erschien im selben Jahr und gewann einen Preis für das beste Musikvideo. Ihr Debütalbum Sur les murs erschien ebenfalls 2006. Ein weiteres Mitglied der Band, Eddy „Ed“ Flint (Klarinette), welcher kurz nach der Gründung der Band dazugestoßen war, verließ diese nach Veröffentlichung ihres Debüt-Albums wieder. In den Jahren 2007 und 2008 veröffentlichte die Band um Sänger Bronstein zwei weitere Singles: La Classe Américaine (erschien 2007) und Ça n’a pas de prix (erschien 2008). Ihr zweites Studioalbum, welches Comme sonny cogne heißt, erschien 2009. Auf dem Cover ist der Boxer Sonny Liston abgebildet, der Titel lautet, auf Deutsch übersetzt, etwa: Wie Sonny zuschlagen.
Im Dezember 2009 verließen Andy Burke und Peter Goldberg die Band, daher legte diese bis Ende Dezember 2010 eine Pause ein. Inzwischen besteht die Band nur noch aus den Musikern Brad Bronstein, Mike Flanergan und dem inzwischen hinzu gestoßenen Drummer Tony Giordano. Nuggets hat die Gruppe verlassen, sodass die Band nur noch als Trio tätig ist. Auch veröffentlichte die Band ihre erste EP mit dem Namen The Tyger.

## Stil
Die Band mischt ihren natürlichen Musikstil mit Elementen des Nu Metal, Chanson, Rap und Musik aus dem Balkan, wobei der Musikstil von 10 Rue d’la Madeleine von den Stilen von Bands, wie Rage Against the Machine, Korn, Nirvana, Primus und System of a Down beeinflusst wird.

## Diskografie

### Singles
- Vive La Commune (2006) - Ausgezeichnet für das beste Musikvideo
- La Classe Américaine (2007)
- Ça n’a pas de prix (2008)

### Alben
- Sur les murs (2006)
- Comme sonny cogne (2009)

### EPs
- The Tyger (2010/2011)